# أنجلو كامبوس
أنجلو كامبوس (بالإسبانية: Ángelo Campos)‏ هو مدرب كرة قدم ولاعب كرة قدم بيروفي في مركز حراسة المرمى، ولد في 27 أبريل 1993 في ليما في بيرو. شارك مع منتخب البيرو تحت 20 سنة لكرة القدم. أما مع النوادي، فقد لعب مع أليانزا ليما وخوان أوريتش.

## وصلات خارجية
- أنجلو كامبوس على موقع قاعدة بيانات كرة القدم.إي يو (الإنجليزية)
- أنجلو كامبوس على موقع Soccerway.com (الإنجليزية)
- أنجلو كامبوس على موقع عالم كرة القدم.نت (الإنجليزية)